# 태양공포증

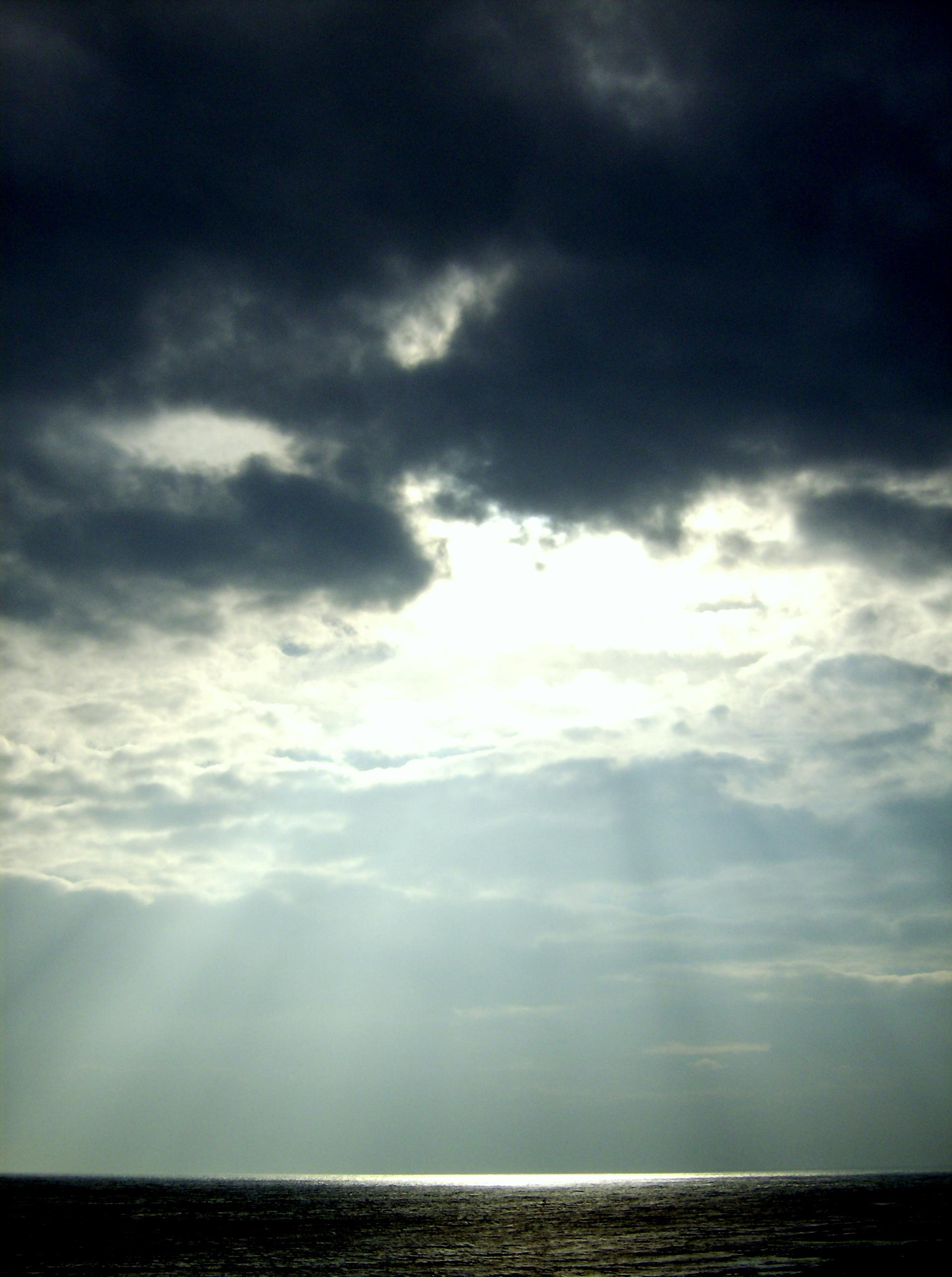

태양공포증(太陽恐怖症) 또는 헬리오포비아(heliophobia, 그리스어 ἥλιος - helios,  "태양"과  φόβος - phobos, "공포")는 태양, 햇빛, 또는 모든 밝은 빛에의 공포이다.

## 원인
이 공포증은 다른 공포증처럼, 심한 일광화상과 같은 과거의 정신적 외상을 초래할 정도의 경험에 의해 발생한다.
태평양보건소는 피부암에의 공포를 키울 수 있기에 이들을 햇빛으로부터 떨어뜨리는 것이 좋다고 했다. 엄밀히 따지면 이는 태양공포증이 아니며, 그저 근거 없고 비논리적인 해법이다. 강박 장애(피부암에의 심한 공포를 포함할 경우)도 태양공포증을 일으킬 수 있다. 그것은 특히 두려움에 기반한 태양공포증 임의의 형태는 광장공포증이 발생할 수 있다는 것에 주목해야 한다. 광장공포증의 대부분의 경우는 항상 태양공포증에 관련되지 않더라도, 그들 중 일부는 될 수 있다.
이러한 피부에 물집을 일으키는 시점에 햇빛에 지나치게 민감하게 발생하는 원추각막(햇빛과 밝은 빛에 눈부심을 일으키는 눈의 장애) 및 만발성피부 포르피린증 같은 다른 건강 상태는 태양공포증이 발생할 수 있다.

## 영향
환자들은 공포에 의한 극심한 경험에 따라, 야외에 나갈 때 계속 자신을 가리거나 해가 사라질 때까지 밖으로 나가지 않는다. 환자는 비환자보다 더 실내에 머물기 때문에, 비타민 D가 결핍되기 쉽다. 그러나, 이는 비타민 D 보충제를 복용하거나 비타민 D 강화식품을 소비함으로써 보정될 수 있다.

## 증상
태양공포증의 증상은 사람에 따라 다르다. 가벼운 환자는 불편함, 떨림, 욕지기, 또는 마비를 느낄 수 있다. 중증 환자의 경우, 그들은 불안이나 공황발작에 시달릴 수 있다. 다른 증상은 감각 기관, 초점의 부족, 갇힌 느낌, 불규칙심장박동, 공기기아, 빠른 호흡, 마른 입, 발한, 근육경련이 있다.

## 치료
태양공포증은 심리치료, 노출 요법, 자조기술, 협력단체, 인지행동요법, 휴식기술을 사용하여 치료할 수 있다. 항불안명상은 심한 태양공포자들에게 추천되는 치료법이다.

## 같이 보기
- 공포증 목록